# Košarkaški klub Cibona 2006-2007
Questa voce raccoglie le informazioni riguardanti il Košarkaški klub Cibona nelle competizioni ufficiali della stagione 2006-2007.

## Stagione
La stagione 2006-2007 del Košarkaški klub Cibona è la 16ª nel massimo campionato croato di pallacanestro, la Prva hrvatska košarkaška liga.

## Roster
Aggiornato al 13 gennaio 2022.
| Cibona Zagabria 2006-07 | Cibona Zagabria 2006-07 |
| Giocatori               | Staff tecnico           |
| ----------------------- | ----------------------- |

| N. | Naz.                                                 | Ruolo | Nome                 | Anno | Alt.   | Peso   |  |
| -- | ---------------------------------------------------- | ----- | -------------------- | ---- | ------ | ------ |  |
| 0  | Macedonia del Nord (bandiera) · Croazia (bandiera)   | P     | Aleksandar Ugrinoski | 1988 | 192 cm |        |  |
| 00 | Stati Uniti (bandiera)                               | AC    | Brent Wright         | 1978 | 203 cm | 107 kg |  |
| 4  | Stati Uniti (bandiera) · Panama (bandiera)           | GA    | Chris Warren         | 1981 | 196 cm | 94 kg  |  |
| 5  | Croazia (bandiera)                                   | PG    | Davor Kus            | 1978 | 191 cm | 91 kg  |  |
| 6  | Croazia (bandiera)                                   | G     | Marko Bulic          | 1974 | 194 cm |        |  |
| 7  | Bosnia ed Erzegovina (bandiera) · Croazia (bandiera) | AG    | Bariša Krasić        | 1978 | 203 cm | 100 kg |  |
| 8  | Croazia (bandiera)                                   | C     | Lukša Andrić         | 1985 | 208 cm | 112 kg |  |
| 9  | Stati Uniti (bandiera)                               | P     | Jerry McCullough     | 1973 | 178 cm | 80 kg  |  |
| 10 | Croazia (bandiera)                                   | P     | Vedran Morović       | 1983 | 183 cm | 83 kg  |  |
| 14 | Ungheria (bandiera)                                  | C     | Márton Báder         | 1980 | 212 cm | 102 kg |  |
| 16 | Croazia (bandiera)                                   | C     | Jurica Žuža          | 1978 | 208 cm | 118 kg |  |
| 19 | Croazia (bandiera)                                   | P     | Ivan Tomas           | 1981 | 193 cm | 81 kg  |  |
| 20 | Croazia (bandiera)                                   | A     | Marin Rozić          | 1983 | 201 cm | 97 kg  |  |
| 21 | Croazia (bandiera)                                   | GA    | Marijan Mance        | 1978 | 197 cm |        |  |
| 24 | Croazia (bandiera)                                   | G     | Goran Vrbanc         | 1984 | 193 cm | 88 kg  |  |
| 44 | Stati Uniti (bandiera)                               | P     | Andrew Wisniewski    | 1981 | 191 cm | 82 kg  |  |

| Allenatore                                                     |
| - Dražen Anzulović                                             |
| Assistente/i                                                   |
| - Nessuno Legenda - (C) Capitano - (IN) Inattivo - Infortunato |

## Mercato

### Sessione estiva
| Acquisti | Acquisti         | Acquisti            | Acquisti   | Acquisti |
| R.       | Nome             | da                  | Modalità   |          |
| -------- | ---------------- | ------------------- | ---------- | -------- |
| P        | Vedran Morović   | Virtus Bologna      | definitivo |          |
| C        | Brent Wright     | Ostenda             | definitivo |          |
| AG       | Bariša Krasić    | Cedevita Junior     | definitivo |          |
| P        | Jerry McCullough | Din. S. Pietroburgo | definitivo |          |
| G        | Goran Vrbanc     | Kvarner Rijeka      | definitivo |          |
| GA       | Marijan Mance    | KK Zagabria         | definitivo |          |
| C        | Márton Báder     | Manresa             | definitivo |          |
| G        | Marko Bulic      | Artland Dragons     | definitivo |          |

| Cessioni | Cessioni        | Cessioni        | Cessioni       | Cessioni |
| R.       | Nome            | a               | Modalità       |          |
| -------- | --------------- | --------------- | -------------- | -------- |
| C        | Mate Skelin     | Le Mans         | fine contratto |          |
| AG       | Bennett Davison | Virtus Bologna  | fine contratto |          |
| P        | Taliek Brown    | Akademik Sofia  | fine contratto |          |
| G        | Damir Rančić    | Panellīnios     | fine contratto |          |
| AP       | Davor Marcelić  | Efes Pilsen     | fine contratto |          |
| AG       | Ivan Perinčić   | Mlékárna Kunín  | fine contratto |          |
| P        | Scoonie Penn    | Olympiakos      | fine contratto |          |
| AG       | Damir Markota   | Milwaukee Bucks | fine contratto |          |
| C        | Alen Trepalovac | BCM Gravelines  | fine contratto |          |

### Dopo l'inizio della stagione
| Acquisti | Acquisti          | Acquisti            | Acquisti        | Acquisti   |
| R.       | Nome              | da                  | Data            | Modalità   |
| -------- | ----------------- | ------------------- | --------------- | ---------- |
| P        | Andrew Wisniewski | Amici Pall. Udinese | 6 dicembre 2006 | definitivo |
| P        | Ivan Tomas        | Free agent          | 21 gennaio 2007 | definitivo |

| Cessioni | Cessioni             | Cessioni           | Cessioni      | Cessioni    |
| R.       | Nome                 | a                  | Data          | Modalità    |
| -------- | -------------------- | ------------------ | ------------- | ----------- |
| P        | Aleksandar Ugrinoski | Traiskirchen Lions | novembre 2006 | rescissione |
| P        | Jerry McCullough     | Free agent         | gennaio 2007  | rescissione |